# Anthony West (écrivain)
Pour les articles homonymes, voir Anthony West et West.
Anthony West, né le 4 août 1914 et mort le 27 décembre 1987, est un écrivain anglais, fils illégitime des écrivains anglais Rebecca West et H. G. Wells. Le livre le plus connu d'Anthony West est H.G. Wells: Aspects of a Life, une biographie de son père. Il ne doit pas être confondu avec l'écrivain irlandais Anthony C. West (en).

## Œuvres
- On A Dark Night, Eyre & Spottiswoode, 1949, London.
- The Vintage, Popular Library, 1949.
- Another Kind, Eyre & Spottiswoode, 1951, Londres.
- Principles and Persuasions: the Literary Essays of Anthony West, Harcourt, Brace, 1957.
- The Trend Is Up, Random House, 1960, New York.
- Elizabethan England, Odyssey Press, 1965.
- Galsworthy Reader, Scribner, 1967
- All About The Crusades, W. H. Allen, 1967, London, Illustré par Carl Rose
- David Rees, Among Others, Hamilton, 1970, London
- Mortal Wounds, McGraw-Hill, 1973, New York, un examen des dossiers de trois célèbres femmes écrivains du XIXe dont Germaine de Staël, 1766-1817
- D. H. Lawrence, Norwood Editions, 1975
- John Piper, Secker & Warburg, 1979, Londres
- H.G. Wells: Aspects of a Life, Random House, 1984, New York
- Heritage, Coronet, 1984, London

### Traductions en français
- Héritage, Gallimard, 1986, Collection Folio